# AGS (F1)
AGS (Automobiles Gonfaronaises Sportives) は、1986年から1991年までF1に参戦していたフランスのレーシングチームである。本拠地はヴァール県ゴンファロン。

## 歴史

### F1参戦前

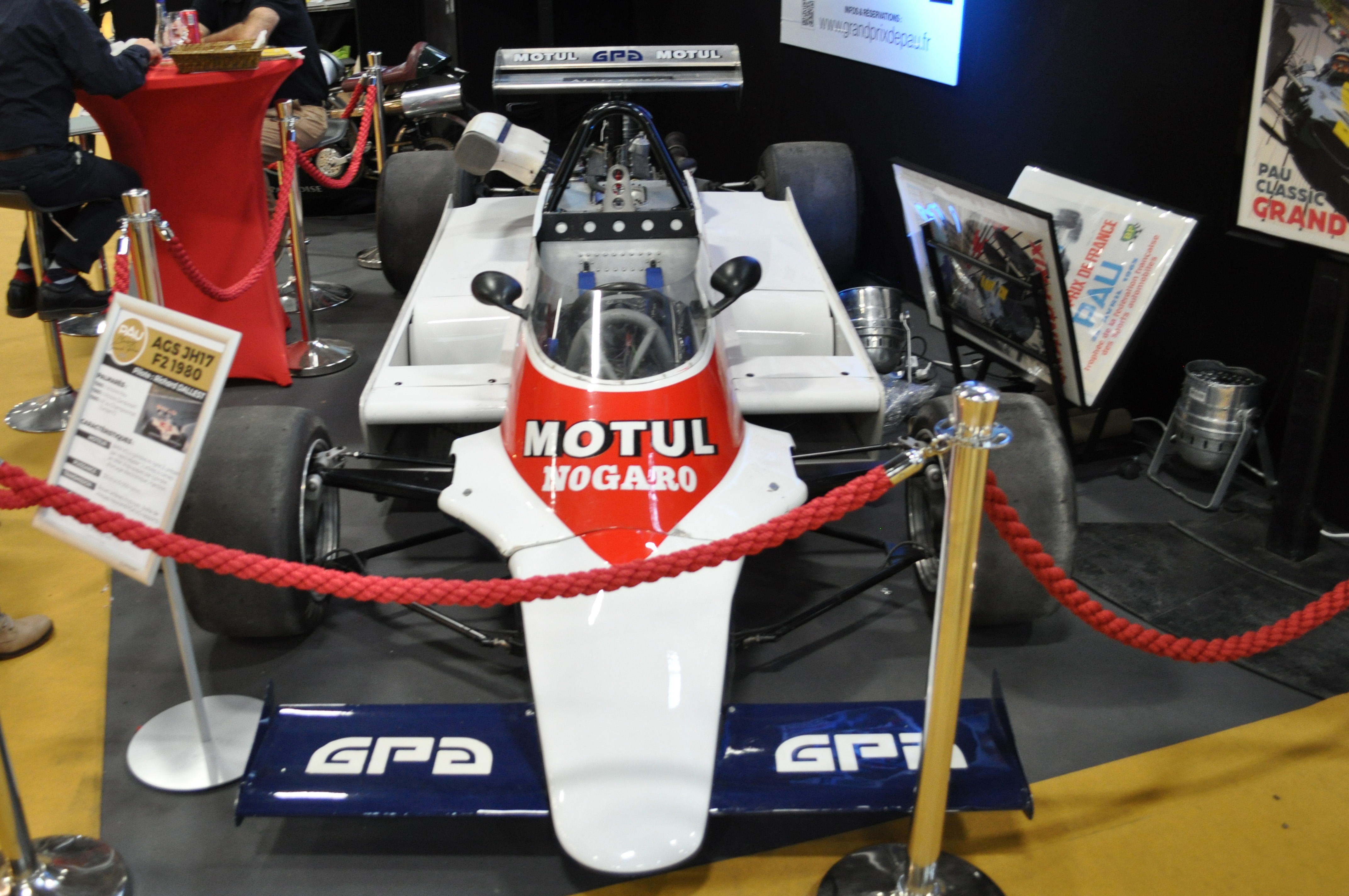
AGS・JH17（F2車両）

1968年、南フランスのゴンファロンを本拠地にアンリ・ジュリアンが500ccのシングルシーターのマシンを製作するために作ったチームが発祥である。
その後、チームはF3や国際F2、その後身である国際F3000にチームは参戦。F2時代にはチャンピオンを経験するなどの活躍をしていた。

### F1参戦

#### 1986年
チームはスポット参戦ながらF1に打って出た。
シャーシはルノーF1の前年型マシンRE60をクリスチャン・バンダープレインが改良したJH21C、エンジンはモトーリ・モデルニV型6気筒ターボを搭載したもので、ドライバーは国際F3000でスタードライバーとされていたイヴァン・カペリを起用した。タイヤはピレリを装着した。
JH21Cは明らかに過重で、参戦したイタリアGPとポルトガルGPではともに予選25位、決勝はリタイヤに終わった。

#### 1987年
チームは1台体制ながらもフル参戦を果たす。
マシンはJH21Cの改良型JH22でエンジンは自然吸気のフォード・コスワース・DFZ（V型8気筒）エンジンを搭載。タイヤはグッドイヤーを装着した。
ドライバーはレイトンハウス・マーチに移籍したカペリにかわり、国際F3000ドライバーのパスカル・ファブルを起用した。
しかしながら状況は改善することはなく、決勝では9位を獲得したりしたものの、予選では通過ギリギリの26位であることが多く、また資金難でマシン開発が進まず第11戦イタリアGPでは予選落ちを喫し、第14戦メキシコGPで3回目の予選落ちを喫したところでファブルを解雇、第15戦日本GPからロベルト・モレノを起用した。
モレノは最後列からのスタートながら最終戦オーストラリアGPでは完走9台のレースで生き残り6位でチェッカーを受け、チーム史上初の1ポイントを獲得した。

#### 1988年

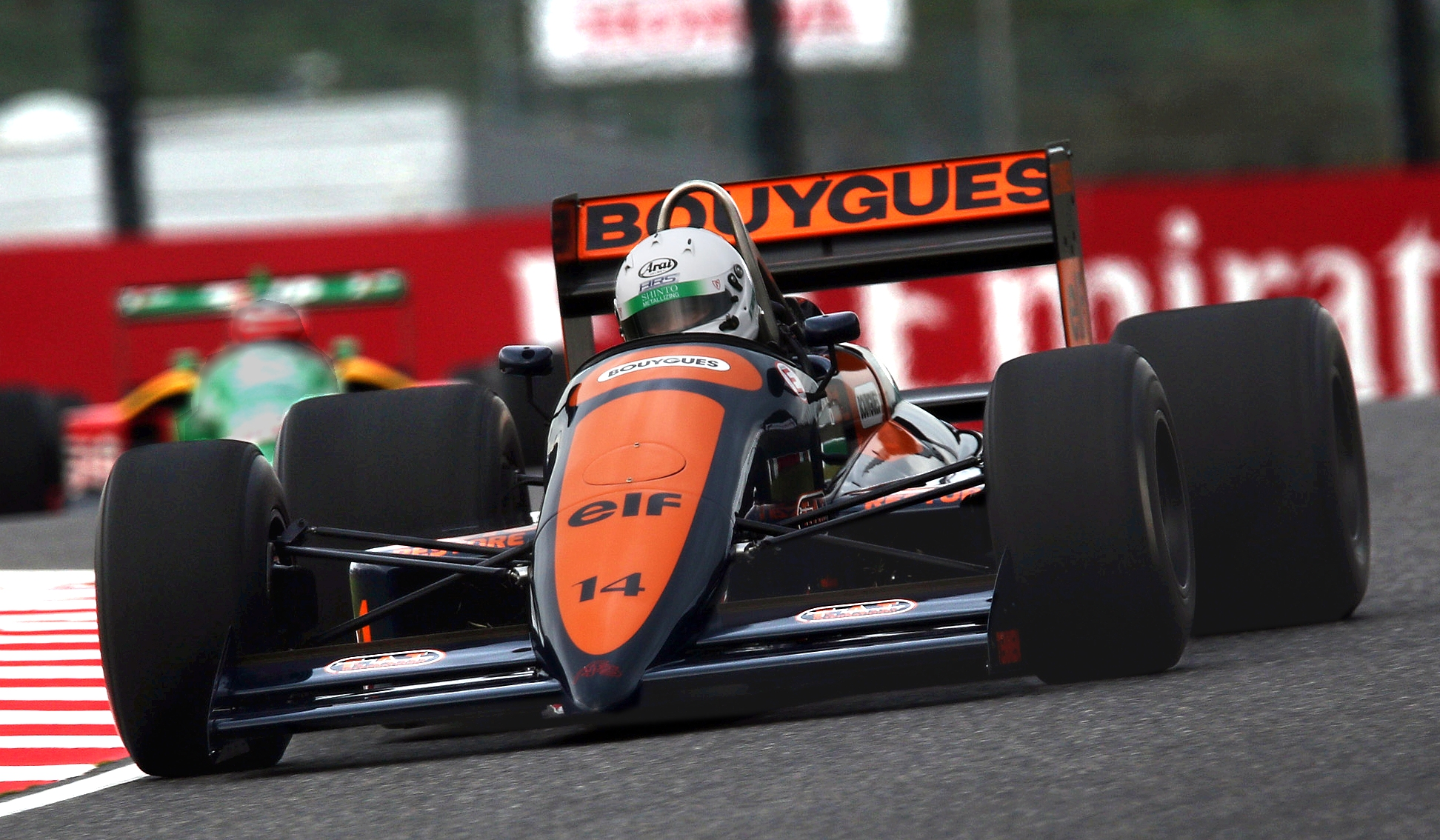
2018年日本GPにてデモ走行するAGS・JH23

引き続いて1カー体制でのエントリー。新車JH23は前年までのマシンよりも全高が低く、シンプルでコンパクトな設計だった。エンジンはフォード・コスワースのエンジンを使用した。タイヤはグッドイヤー。
ドライバーは国際F3000に戻ったモレノにかわって、F2時代にもAGSに在籍していたフィリップ・ストレイフがティレルより加入した。
シーズン序盤には予選10位（カナダグランプリ）を記録するなどポテンシャルを見せる一幕もあったが、マシンの完走能力は低く、また資金が潤沢ではなくマシン開発も進まないため相対的な戦闘力は後退していくという状況であった。
この年の決勝における最高位は日本グランプリでストレイフが記録した8位である。

#### 1989年
参戦4年目にして2台体制になる。ドライバーはストレイフが契約更新し残留していたが、シーズン開幕前のリオ・テストで大クラッシュ。脊髄を損傷する大怪我を負い復帰のめども立たないため、開幕戦では新人のヨアヒム・ヴィンケルホック単独で出走し、第2戦サンマリノGPからガブリエル・タルキーニを2台目に加え参戦した。
マシンは第7戦まで前年型を走らせ、第8戦からクロード・ギャロパン設計のJH24をまず1台、第12戦から2台目を登場させた。エンジンはコスワース・DFR、タイヤはグッドイヤー。
タルキーニは随所で好走を見せ、第4戦メキシコGPで6位入賞し、チームに久々のポイントをもたらした。
しかし、チームは依然としてかなりの資金難に陥っており、新型マシンのポテンシャルも低く、後半戦からタルキーニも予備予選組に落ちた途端に予備予選を通過できなくなった。
ビンケルホックは予備予選落ちを繰り返し、チームは第8戦からヤニック・ダルマスを起用した。

#### 1990年
ドライバーはタルキーニとダルマスが残留。チームは体制のテコ入れを図り、オレカ・チームを指揮していたユーグ・ド・ショーナックが2月に加入してチーム・ディレクターに就任。
マシンは開幕2戦を前年のJH24で走らせ、第3戦からミシェル・コスタ設計のJH25を投入する。エンジンはコスワース・DFR、タイヤはグッドイヤー。シーズンを通して金曜朝の予備予選からの出走義務が課され、前半戦は予備予選落ちが続き、決勝レースに進めたのは第2戦ブラジルGPでのダルマスの1回のみと苦戦。この不振にメインスポンサーとなっていたテッド・ラピドスとの関係も悪化し、責任を取ってショーナックが7月で辞任。その後を追うようにエンジニアのクラウド・ローリェもAGSを去ってしまった。
JH25の性能を引き出せるようになったシーズン後半戦になってようやく予選予選を通過できるようになったが、この年の決勝進出はタルキーニが4回、ダルマスが5回のみで、決勝における最高位はスペインGPでダルマスが記録した9位であった。
このシーズンオフ、同じフランスのラルースとの合併話があったが、ラルースの失格騒動（詳しくはラルースの項参照）で立ち消えとなった。
また、これまでチーム代表だったジュリアンが辞職し、シリル・ド・ルーブルが新たに代表についたが、チームの借金はすでに膨大な額に膨れ上がっており、F1継続参戦は不可能に思われた。

#### 1991年
しかしながら、150億円もの負債を抱えながらチームはエントリー申請し、F1関係者は非常に驚いた。ドライバーはタルキーニが残留し、マールボロから潤沢な資金を持ち込んだアンドレア・デ・チェザリスを迎える交渉が進んでいたが、契約直前になってAGSより良い体制を持つことが判明しつつあった新規参戦のジョーダン・グランプリにデ・チェザリスが鞍替えしたためAGS入りの話は消滅し、2カーエントリーのキャンセルによる罰金を回避するため、急遽F1シートを失っていたステファン・ヨハンソンを代役として起用した。
シーズン序盤は前年型のJH25、次いでJH27を投入した。エンジンはハイニー・マーダーがメンテナンスするコスワース・DFR、タイヤはグッドイヤーを使用した。
だが、エピソードに後述するような状況に陥るほどチームは資金難が深刻化しており、第3戦サンマリノGP前にチームはイタリア人のガブリエーレ・ラファネリとパトリツィオ・カンツォ（前はスクーデリア・イタリアのマネージャーだった）に売却された。これに伴いペイドライバーではなかったヨハンソンは第2戦ブラジルGP終了後に契約解除され、第3戦からイタリア人のファブリツィオ・バルバッツァが加入しタルキーニとのイタリアン・コンビを組んだ。
さらに第14戦スペイングランプリ前にはタルキーニがAGSよりは良い体制を持つフォンドメタルへと移籍してしまい、そのためフォンドメタルから放出されたオリビエ・グルイヤールとAGSが急遽契約。結果的にトレードの形になった。
前年の成績から前半戦は予備予選を免除され予選からの出走となったが、チームは予選落ちを繰り返し、後半戦は予備予選組に戻された。資金難も限界を越え、ヨーロッパラウンドを終えるとフライアウェイとなる日本グランプリとオーストラリアグランプリへの遠征資金が調達できず、シーズン途中でのF1撤退を余儀なくされた。

### F1撤退後
1992年、F1から撤退したAGSは手元に残ったマシンを元手に「F1レジャー」なる事業を始めた。
それはある程度の代金と講習を受ければF1マシンをドライブできるというもので、現在はファクトリーの横にある「Circuit du Var」というところで同事業を行っている。
同サーキットはポール・リカールのようにコースを変形させることができる。
使用できるマシンはアロウズ・A20（ペドロ・デ・ラ・ロサ仕様）、プロスト・AP02（ジャン・アレジ仕様）、ジョーダン・EJ11（ジャン・アレジ仕様）、2003年に独自に製造したSH03の4台のF1マシンの他に、2台のツーシーターカーや、ル・マン24時間レースで優勝したプジョー・905などがある。
一方、チーム代表を務めていたシリル・ド・ルーブルはギ・リジェと接触し、1993年のリジェの新オーナーとして就任したが、シーズン途中に横領容疑で逮捕されている。

## F1における全成績
| 年     | シャシー   | エンジン                            | タイヤ | ドライバー                   | 1    | 2    | 3    | 4    | 5    | 6    | 7    | 8    | 9    | 10   | 11   | 12   | 13   | 14   | 15   | 16   | ポイント | 順位 |
| ------ | ---------- | ----------------------------------- | ------ | ---------------------------- | ---- | ---- | ---- | ---- | ---- | ---- | ---- | ---- | ---- | ---- | ---- | ---- | ---- | ---- | ---- | ---- | -------- | ---- |
| 1986年 | JH21C      | モトーリ・モデルニ・615-90 V6 (t/c) | P      |                              | BRA  | ESP  | SMR  | MON  | BEL  | CAN  | DET  | FRA  | GBR  | GER  | HUN  | AUT  | ITA  | POR  | MEX  | AUS  | 0        | NC   |
| 1986年 | JH21C      | モトーリ・モデルニ・615-90 V6 (t/c) | P      | イヴァン・カペリ             |      |      |      |      |      |      |      |      |      |      |      |      | Ret  | Ret  |      |      | 0        | NC   |
| 1987年 | JH22       | コスワース・DFZ V8 NA               | G      |                              | BRA  | SMR  | BEL  | MON  | DET  | FRA  | GBR  | GER  | HUN  | AUT  | ITA  | POR  | ESP  | MEX  | JPN  | AUS  | 1        | 12位 |
| 1987年 | JH22       | コスワース・DFZ V8 NA               | G      | パスカル・ファブル           | 12   | 13   | 10   | 13   | 12   | 9    | 9    | Ret  | 13   | NC   | DNQ  | DNQ  | Ret  | DNQ  |      |      | 1        | 12位 |
| 1987年 | JH22       | コスワース・DFZ V8 NA               | G      | ロベルト・モレノ             |      |      |      |      |      |      |      |      |      |      |      |      |      |      | Ret  | 6    | 1        | 12位 |
| 1988年 | JH23       | コスワース・DFZ V8 NA               | G      |                              | BRA  | SMR  | MON  | MEX  | CAN  | DET  | FRA  | GBR  | GER  | HUN  | BEL  | ITA  | POR  | ESP  | JPN  | AUS  | 0        | NC   |
| 1988年 | JH23       | コスワース・DFZ V8 NA               | G      | フィリップ・ストレイフ       | Ret  | 10   | Ret  | 12   | Ret  | Ret  | Ret  | Ret  | Ret  | Ret  | 10   | Ret  | 9    | Ret  | 8    | 11   | 0        | NC   |
| 1989年 | JH23B      | コスワース・DFR V8 NA               | G      |                              | BRA  | SMR  | MON  | MEX  | USA  | CAN  | FRA  | GBR  | GER  | HUN  | BEL  | ITA  | POR  | ESP  | JPN  | AUS  | 1        | 15位 |
| 1989年 | JH23B      | コスワース・DFR V8 NA               | G      | フィリップ・ストレイフ       | WD   |      |      |      |      |      |      |      |      |      |      |      |      |      |      |      | 1        | 15位 |
| 1989年 | JH23B      | コスワース・DFR V8 NA               | G      | ガブリエル・タルキーニ       |      | 8    | Ret  | 6    | 7    | Ret  | Ret  |      | DNPQ |      |      |      |      |      |      |      | 1        | 15位 |
| 1989年 | JH23B      | コスワース・DFR V8 NA               | G      | ヨアヒム・ヴィンケルホック   | DNPQ | DNPQ | DNPQ | DNPQ | DNPQ | DNPQ | DNPQ |      |      |      |      |      |      |      |      |      | 1        | 15位 |
| 1989年 | JH23B      | コスワース・DFR V8 NA               | G      | ヤニック・ダルマス           |      |      |      |      |      |      |      | DNPQ | DNPQ | DNPQ |      |      |      |      |      |      | 1        | 15位 |
| 1989年 | JH24       | コスワース・DFR V8 NA               | G      | ガブリエル・タルキーニ       |      |      |      |      |      |      |      | DNQ  |      | DNPQ | DNPQ | DNPQ | DNPQ | DNPQ | DNPQ | DNPQ | 1        | 15位 |
| 1989年 | JH24       | コスワース・DFR V8 NA               | G      | ヤニック・ダルマス           |      |      |      |      |      |      |      |      | DNPQ | DNPQ | DNPQ | DNPQ | DNPQ | DNPQ | DNPQ | DNPQ | 1        | 15位 |
| 1990年 | JH24       | コスワース・DFR V8 NA               | G      |                              | USA  | BRA  | SMR  | MON  | CAN  | MEX  | FRA  | GBR  | GER  | HUN  | BEL  | ITA  | POR  | ESP  | JPN  | AUS  | 0        | NC   |
| 1990年 | JH24       | コスワース・DFR V8 NA               | G      | ガブリエル・タルキーニ       | DNPQ | DNPQ |      |      |      |      |      |      |      |      |      |      |      |      |      |      | 0        | NC   |
| 1990年 | JH24       | コスワース・DFR V8 NA               | G      | ヤニック・ダルマス           | DNPQ | Ret  |      |      |      |      |      |      |      |      |      |      |      |      |      |      | 0        | NC   |
| 1990年 | JH25       | コスワース・DFR V8 NA               | G      | ガブリエル・タルキーニ       |      |      | DNPQ | DNPQ | DNPQ | DNPQ | DNQ  | Ret  | DNPQ | 13   | DNQ  | DNQ  | DNQ  | Ret  | DNQ  | Ret  | 0        | NC   |
| 1990年 | JH25       | コスワース・DFR V8 NA               | G      | ヤニック・ダルマス           |      |      |      | DNPQ | DNPQ | DNPQ | 17   | DNPQ | DNQ  | DNQ  | DNQ  | Ret  | Ret  | 9    | DNQ  | DNQ  | 0        | NC   |
| 1991年 | JH25 JH25B | コスワース・DFR V8 NA               | G      |                              | USA  | BRA  | SMR  | MON  | CAN  | MEX  | FRA  | GBR  | GER  | HUN  | BEL  | ITA  | POR  | ESP  | JPN  | AUS  | 0        | NC   |
| 1991年 | JH25 JH25B | コスワース・DFR V8 NA               | G      | ガブリエル・タルキーニ       | 8    | Ret  | DNQ  | Ret  | DNQ  | DNQ  | DNQ  | DNQ  | DNQ  | DNPQ | DNPQ |      |      |      |      |      | 0        | NC   |
| 1991年 | JH25 JH25B | コスワース・DFR V8 NA               | G      | ステファン・ヨハンソン       | DNQ  | DNQ  |      |      |      |      |      |      |      |      |      |      |      |      |      |      | 0        | NC   |
| 1991年 | JH25 JH25B | コスワース・DFR V8 NA               | G      | ファブリツィオ・バルバッツァ |      |      | DNQ  | DNQ  | DNQ  | DNQ  | DNQ  | DNQ  | DNPQ | DNPQ | DNPQ | DNPQ |      |      |      |      | 0        | NC   |
| 1991年 | JH27       | コスワース・DFR V8 NA               | G      | ガブリエル・タルキーニ       |      |      |      |      |      |      |      |      |      |      |      | DNPQ | DNQ  |      |      |      | 0        | NC   |
| 1991年 | JH27       | コスワース・DFR V8 NA               | G      | オリビエ・グルイヤール       |      |      |      |      |      |      |      |      |      |      |      |      |      | DNPQ |      |      | 0        | NC   |
| 1991年 | JH27       | コスワース・DFR V8 NA               | G      | ファブリツィオ・バルバッツァ |      |      |      |      |      |      |      |      |      |      |      |      | DNPQ | DNPQ |      |      | 0        | NC   |

## エピソード
- 1986年のF1参戦前に行ったテストでは、1982年ドイツグランプリで両足に重傷を負った元フェラーリドライバーのディディエ・ピローニがAGSのマシンをテストした。ピローニはAGSからのF1復帰を狙っていたが、マシンにポテンシャルが無いと判断、契約をしなかった。
- 1987年終盤戦に起用したロベルト・モレノとはギャラの未払い、ホテル代の立替、クリーニング代の立替などのトラブルにより1989年に裁判沙汰になった（すべてモレノの立替払いであった）。モレノが受け取るはずだった額は2万8000ポンド（約600万円）だと判明している[6]。
- 1991年のAGSの資金難の状況は以下に示すような悲惨なものだった。
  - 開幕戦前にオーナーのルーブルが撤退を表明したり（後に撤回）、マネージャーのアンリ・コーシャンが資金を持ち逃げしたとの噂が広まった。
  - 仕方なしに現れた開幕戦アメリカGPで当初現れたメカニックは9人。これはピットクルーの人数にも満たない。さらに給料は支払われておらず、航空機のチケットに関してはタルキーニが立て替えたという噂が立った。
  - 昼飯がマクドナルドだった。通常は中堅チームでも専属シェフを雇ったり、ケータリング会社に頼んで料理を作ってもらう。
  - 大きなスポンサーを持たないヨハンソンが開幕戦で起用された理由は、マールボロから資金を持ち込み、契約寸前だったアンドレア・デ・チェザリスが開幕直前に新規参戦チームのジョーダンに急遽鞍替えしたため、欠場によって課される罰金回避をしようという苦肉の策だった。